# Tadeusz Politewicz
Tadeusz Politewicz (ur. 1 kwietnia 1947 w Olsztynie) – polski lekarz, specjalista z zakresu chirurgii dziecięcej, działacz związkowy, samorządowy i społeczny.

## Edukacja
Maturę zdał w 1965 w II Liceum Ogólnokształcącym im. Konstantego Ildefonsa Gałczyńskiego w Olsztynie. W 1973 ukończył studia na Wydziale Lekarskim Akademii Medycznej (obecnie: Uniwersytet Medyczny) w Białymstoku. Należał do Zrzeszenia Studentów Polskich.
Pierwszy stopień specjalizacji z zakresu chirurgii dziecięcej uzyskał w 1976, a drugi w 1981.
Uczestniczył w kursach: kardiochirurgii dziecięcej; neurochirurgii dziecięcej; medycyny sportowej; medycyny morskiej i tropikalnej. Ponadto szkolił się w Centrum Leczenia Oparzeń w  Siemianowicach Śląskich a także w Klinice Chirurgii Plastycznej w Warszawie.

## Zatrudnienie w szpitalu
Po zakończeniu stażu podyplomowego, w 1974 został przyjęty do pracy na Oddziale Chirurgii Dziecięcej Wojewódzkiego Specjalistycznego Szpitala Dziecięcego w Olsztynie (WSSzD). Z powodu braku anestezjologów, pracował i dyżurował również na Oddziale Intensywnej Terapii i Anestezjologii. 
Od 1998 pełnił funkcję zastępcy ordynatora Oddziału Chirurgii Dziecięcej (WSSzD). W  2001 stworzył Niepubliczny Zakład Opieki Zdrowotnej "Pean", udzielający świadczeń lekarskich z zakresu chirurgii dziecięcej na oddziale i w dwóch poradniach szpitala. Pod kierownictwem dr. Politewicza trzech lekarzy zdobyło specjalizację z chirurgii dziecięcej. Był współorganizatorem kilkunastu konferencji i sympozjów naukowych.

## Praca poza szpitalem
W latach 1976-1998 zajmował się jako lekarz sekcją pływacką „Kormoran” w Olsztynie.
Po odbyciu kursu medycyny morskiej i tropikalnej, pracował w Polskich Liniach Oceanicznych (PLO) jako lekarz okrętowy. W 1984 odbył rejs na statku PLO m/s „Gwardia Ludowa”, w 1989 dwa rejsy na m/s „Szczecin II”, w 1990 i 1991 na m/s „Profesor Mierzejewski”.
Był współtwórcą karetki „N” w Wojewódzkiej Stacji Pogotowia Ratunkowego w Olsztynie, gdzie dyżurował jako lekarz tej karetki w latach 1991-2016.

## Aktywność społeczna
Jest członkiem: Polskiego Towarzystwa Chirurgów Dziecięcych; Polskiego Towarzystwa Leczenia Oparzeń.
W 1995 został współzałożycielem i przewodniczącym Oddziału Terenowego Ogólnopolskiego Związku Zawodowego Lekarzy (OZZL) przy WSSzD. W następnym roku w nowo utworzonym Zarządzie Regionu Warmińsko-Mazurskiego OZZL, wybrano go na przewodniczącego i wybierano go każdorazowo na tę funkcję w kolejnych kadencjach do 2012. Jednocześnie był członkiem Zarządu Krajowego OZZL, współorganizatorem krajowych zjazdów delegatów.
Od 2007 jest przewodniczącym Rady Społecznej Wojewódzkiego Szpitala Chorób Płuc w Olsztynie oraz Rady Społecznej Wojewódzkiego Zespołu Lecznictwa Psychiatrycznego w Olsztynie.
Jest inicjatorem i realizatorem nawiązania współpracy lekarzy chirurgów dziecięcych Oddziału Klinicznego Chirurgii i Urologii Dziecięcej WSSzD w Olsztynie z lekarzami chirurgami dziecięcymi ze Szpitala Dziecięcego w Równem w Ukrainie w celu udzielania instruktażu kolegom ukraińskim w leczeniu laparoskopowym dzieci; przeprowadzono sześć wyjazdów szkoleniowych.
Jest członkiem Rady Działalności Pożytku Publicznego Województwa Warmińsko-Mazurskiego (2022).

## Działalność samorządowa
W 2005 wstąpił do Platformy Obywatelskiej. W 2007 kandydował na posła do Sejmu. Od tego samego roku pełni funkcję radnego Sejmiku Województwa Warmińsko-Mazurskiego, wybierany na kolejną, piątą już kadencję (2024).
Przez dwie ostatnie kadencje przewodniczy Komisji Zdrowia, Polityki Społecznej, Rodziny i Sportu (2024). Ponadto jest członkiem komisji: Budżetu i Finansów – przez wszystkie kadencje (2024); Skarg i Wniosków – ostatnie dwie kadencje (2024); Rewizyjnej – ostatnie dwie kadencje (2024).
W pracy w sejmiku wojewódzkim działa na rzecz rozbudowy i poprawy wyposażenia w sprzęt medyczny szpitali regionu warmińsko-mazurskiego. Zadania bieżące, to budowa Centrum Zdrowia Psychicznego Dzieci i Młodzieży w Ameryce k. Olsztynka oraz doprowadzenie do budowy Centrum Zdrowia Kobiet przy Wojewódzkim Specjalistycznym Szpitalu w Olsztynie.

## Odznaczenia i wyróżnienia
- Brązowy Krzyż Zasługi (2007)[3];
- Złoty Medal Za Długoletnią Służbę (2016);
- Odznaka Honorowa Za Zasługi Dla Województwa Warmińsko-Mazurskiego (2016)[3];
- Odznaczenie Sejmiku Obwodu Rówieńskiego za Współpracę (2017);
- Certyfikat „Ikona Olsztyńskiej Medycyny” za wybitne osiągnięcia w tworzeniu nowoczesnej medycyny na terenie Olsztyna oraz Warmii i Mazur (2022)[20];
- Krzyż Kawalerski Orderu Odrodzenia Polski za wybitne zasługi w działalności na rzecz ochrony zdrowia, za aktywność społeczną (2024)[21].

## Życie prywatne
Żona lekarz, dwoje dzieci: córka prawnik, syn ekonomista dwóch wnuków i dwie wnuczki. Hobby – pływanie, żeglarstwo, strzelectwo. Wspólnie z dr. Władysławem Lipeckim (sędzią głównym) przez kilkanaście lat organizował Mistrzostwa Żeglarskie Lekarzy Polski Północno-Wschodniej.